# Yukata

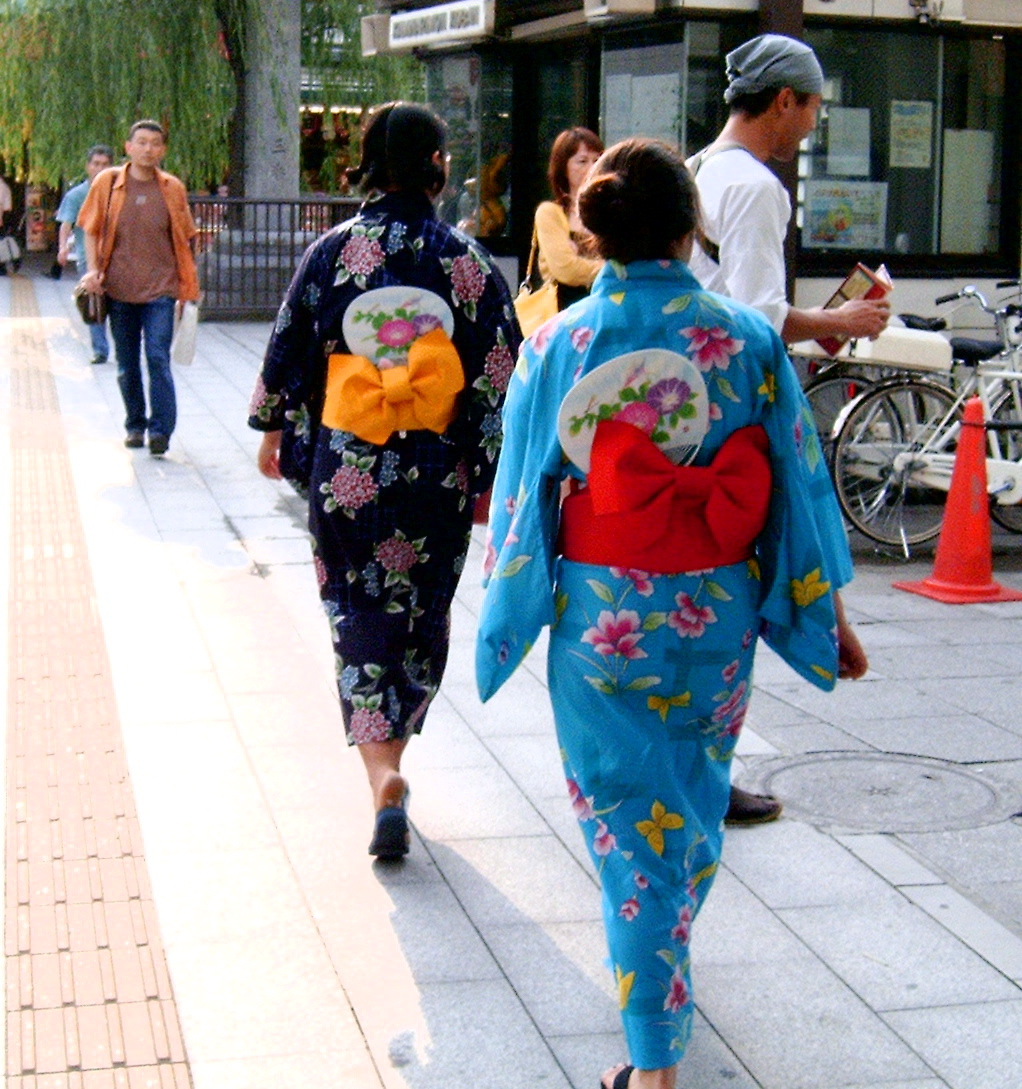
Dones japoneses vestint uns yukata.

El yukata (浴衣) és un quimono fet de cotó. S'usa principalment per a l'estiu o estacions càlides. És molt més lleuger perquè no té la capa que cobreix normalment el quimono.
Hi ha dos tipus de yukata:
- El primer és d'un estil simple i s'usa comunament per dormir o per als banys termals (onsen).
- El segon és un yukata més elaborat i serveix de vestimenta per a les festes de l'estiu.